# تومي برونر
تومي برونر (بالألمانية: Tommy Brunner)‏ هو متزلج على الثلوج نمساوي، ولد في 11 مايو 1970 في إنسبروك في النمسا، وتوفي في 21 أبريل 2006.